# Sorin (prenume)
Sorin este un prenume, rǎspândit în România. Forma femininǎ este Sorina

## Semnificație
Atestǎrile istorice aratǎ cǎ numele de Sorin era prezent acum câteva sute de ani, iar cercetatorii considerǎ cǎ acesta s-a format pe baza substantivului „soare”, cuvânt care se regǎsește in tradiția română atât ca prenume, cât și ca nume de familie. Din aceeași familie mai fac parte și nume ca Sorescu, Sorona sau Soreni. Sorina este corespondentul feminin al lui Sorin, însa mai existǎ și alte câteva variante, destul de apropiate, cum ar fi Sorela, Sorana, Sorica, Sorita. Ele au, însa, ca rǎdǎcinǎ, substantivul „sora” (în Moldova, sora lui Ștefan cel Mare purta numele Sora). Toate aceste prenume feminine nu se găsesc în onomastica popoarelor vecine, excepție fǎcând zona maghiarilor, care a împrumutat numele Sorina și l-a adaptat, rezultând numele Szorina. Unii lingviști considerǎ cǎ numele Sorin provine din limba francezǎ din Sorine, Sorel sau Soret (rǎspândite țn Franța, însǎ, ca nume de familie), care derivǎ de la „Saur”, la origine un supranume care se traduce prin „roșu închis”.